# Gonga (Ouo)
Pour les articles homonymes, voir Gonga.
Gonga est une commune rurale située dans le département de Ouo de la province de Comoé dans la région des Cascades au Burkina Faso.